# Hemithyrsocera subgenitalis
Hemithyrsocera subgenitalis är en kackerlacksart som först beskrevs av Fritze 1899.  Hemithyrsocera subgenitalis ingår i släktet Hemithyrsocera och familjen småkackerlackor.

## Underarter
Arten delas in i följande underarter:
- H. s. subgenitalis
- H. s. obscurior